# Клејтон (Ајдахо)
Клејтон (енгл. Clayton) град је у америчкој савезној држави Ајдахо.

## Демографија
По попису из 2010. године број становника је 7, што је 20 (-74,1%) становника мање него 2000. године.
| Група             | 2000.       | 2010.      |
| Белци             | 27 (100,0%) | 7 (100,0%) |
| Афроамериканци    | 0 (0,0%)    | 0 (0,0%)   |
| Азијати           | 0 (0,0%)    | 0 (0,0%)   |
| Хиспаноамериканци | 0 (0,0%)    | 0 (0,0%)   |
| Укупно            | 27          | 7          |